# David Gilford
David Gilford (Crewe, 14 september 1965) is een professioneel golfer uit Engeland.

## Amateur
Van 1982-1986 zat Gilford in de nationale selectie.

#### Gewonnen
- 1981: English Boys Stroke Play Championship
- 1984: Engels amateurkampioenschap golf
- 1986: British Youths Amateur Open Championship

#### Teams
- Jacques Leglise Trophy: 1982 (winnaars)
- Eisenhower Trophy: 1984
- Walker Cup: 1985
- St Andrews Trophy: 1986 (winnaars)

## Professional
Na een succesvol jaar als amateur in 1986 werd hij professional. Door zijn overwinningen kwam hij in de top-10 van de Order of Merit van 1991 en 1994, hetgeen hem een plaats in het Ryder Cup-team gaf. In 1994 behaalde hij zijn zesde en laatste overwinning op de Europese Tour. Het Tenerife Open, waar Chris van der Velde zijn entree op de Europese Tour maakte in 1989, bestaat niet meer.

#### Gewonnen
- 1991: NM English Open
- 1992: Moroccan Open
- 1993: Moroccan Open, Portuguese Open
- 1994: European Open, Turespaña Tenerife Open

#### Teams
In de Ryder Cup van 1995 speelde Gilford winnende partijen met Bernhard Langer en Severiano Ballesteros en versloeg Brad Faxon in de singles.
- Ryder Cup: 1991, 1995 (winnaars)
- Alfred Dunhill Cup: 1992 (winnaars, hij speelde met Steven Richardson)
- World Cup: 1992, 1993

## Boerderij
David Gilford speelde op Trentham Park Golf CLub, net als Simon Wakefield, die ook Tourspeler werd. Tot 2006 stond het baanrecord van 67 op naam van Gilford en Ronan Rafferty.
In 1998 trouwde Gilford met Donna. In 2004 kregen ze een tweeling: Joseph en Benjamin. Ze wonen op een boerderij in zijn geboorteplaats Crewe, Staffordshire, waar hij een kudde Hereford runderen heeft. Zijn vader helpt hem zodat hij toch nog toernooien kan spelen.  In 2002 werd hij nog tweede achter Ricardo González op de European Masters.